# Сељцо
Сељцо (рус. Сельцо) град је у Русији у Брјанској области.

## Становништво
| 1939. | 1959.  | 1970.  | 1979.  | 1989.  | 2002.  | 2010.  |
| ----- | ------ | ------ | ------ | ------ | ------ | ------ |
| 8.500 | 12.086 | 17.582 | 20.236 | 20.762 | 19.140 | 17.933 |